# Cyprichromis pavo
Cyprichromis pavo är en fiskart som beskrevs av Büscher, 1994. Cyprichromis pavo ingår i släktet Cyprichromis och familjen Cichlidae. Inga underarter finns listade i Catalogue of Life.